# Shira (Vorname)
Shira (hebräisch שִׁירָה) ist ein weiblicher Vorname.

## Herkunft und Bedeutung
Der Name bedeutet im Hebräischen singen. Eine weibliche Variante ist Shir.

## Bekannte Namensträger
- Shira Fleisher (* 1983), deutsche Schauspielerin
- Shira Haas (* 1995), israelische Schauspielerin
- Shira Levi (* 1997), israelische Schauspielerin
- Shira Judith Rosan (* 1950), US-amerikanische Schriftstellerin
- Shira Willner (* 1993), deutsche Eiskunstläuferin